# Дженерал-Янкович (община)
Дженерал-Янкович (серб. Ђенерал Јанковић, алб. Hani i Elezit) — община в Косово, входит в Урошевацкий  округ. Община была создана в 2005 году, как южная часть общины Качаник, которая примыкает к границе Македонии и столице Македонии Скопье. Назван по имени сербского генерала Божидара Янковича.
Административный центр общины — город Дженерал-Янкович. Община состоит из 11 населённых пунктов.

## Административная принадлежность
| Сербская позиция                                                           | Албанская позиция                                                  |
| -------------------------------------------------------------------------- | ------------------------------------------------------------------ |
| входит в Косовский округ автономного края Косово и Метохия, общину Качаник | входит в Урошевацкий округ Республики Косово как отдельная община. |